# Бюст А. Н. Радищева
Бюст Александра Николаевича Радищева расположен в Саратове на улице Радищева у центрального входа в главное здание художественного музея имени Радищева. Памятник в современном виде был установлен в 1956 году из гипса, выполнен скульптором А. П. Кибальниковым. Позднее заменён скульптурой из долговечных материалов. Является объектом культурного наследия регионального значения.

## История
В 1918 году перед входом в здание художественного музея в Саратове был установлен первый памятник Радищеву: скульптурная композиция «Свобода» была выполнена местным саратовским мастером П. Ф. Дундуком и представляла собой разрывающего цепи человека. Данный памятник простоял недолго, всего три года.
С 1936 по 1951 годы на месте современного бюста А. Н. Радищеву была установлена ваза, которая символизировала причастность здания музея к высокому изобразительному искусству. Имя автора данной скульптурной композиции точно не установлено. Исследователи предполагают, что это могли быть местные художники Н. Волконский или В. Юстицкий.
В 1951 году вазу сменил небольшой бюст Радищева скульптора Эккерта, который был исполнен из недолговечного материала и в 1955 году демонтирован.
В 1956 году скульптор А. П. Кибальников отлил гипсовый памятник, изображавший задумчиво смотрящего вдаль писателя Радищева, в правой руке держащего перо. Из-за невысокой морозостойкости скульптуру приходилось зимой укрывать деревянным куполом, а в 1971 году было принято решено перенести её в запасник музея. На её месте была установлена новая гранитная композиция, которая тоже стала временной и не представляла художественной ценности, по некоторым данным её автором была скульптор саратовского театра кукол Мария Эдуардовна Бострем.

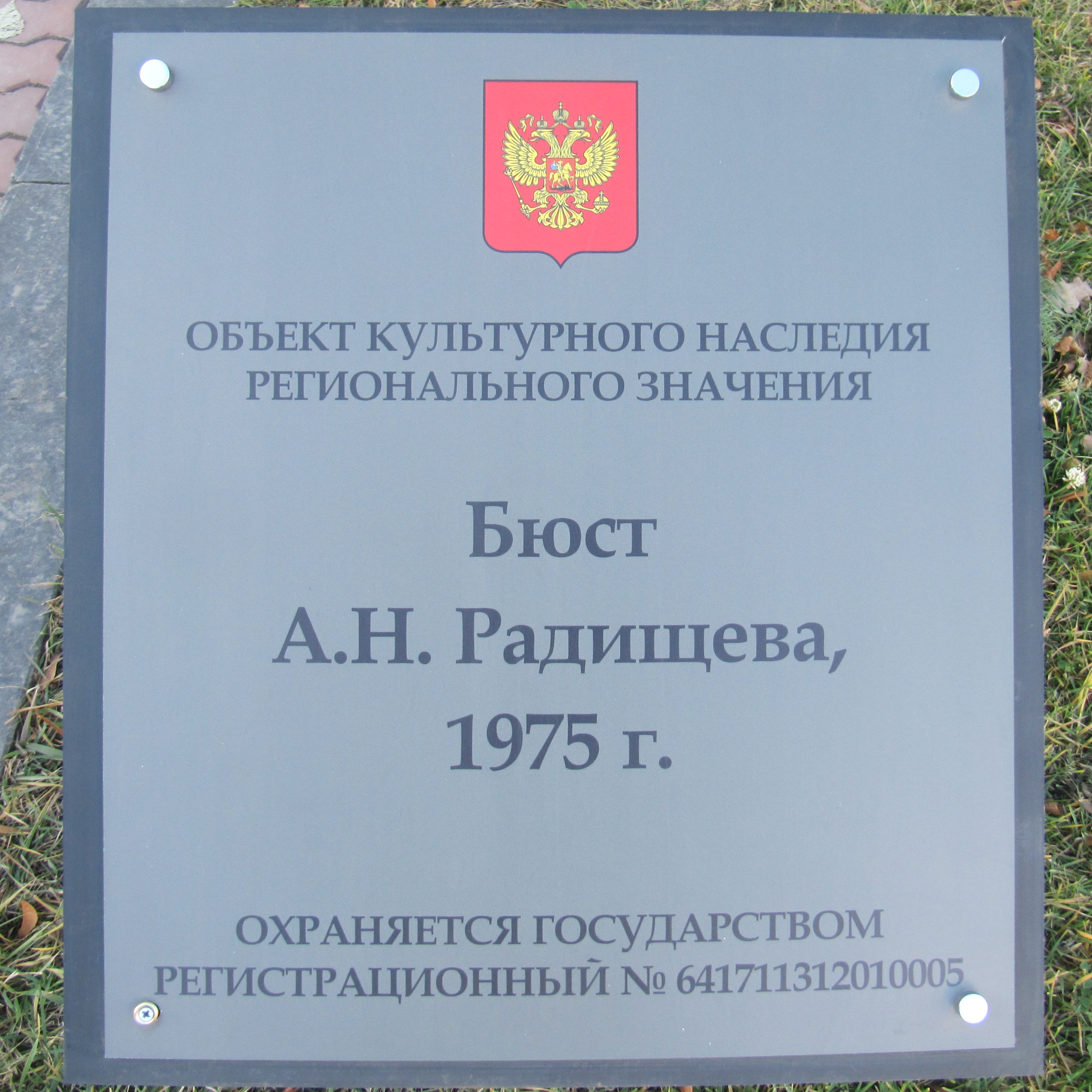
Радищев А. Н. (бюст 1975) табличка

Лишь в 1975 году был закончен гранитный аналог скульптуры Кибальникова, который и до настоящего времени располагается перед зданием художественного музея.